# Кратеропа білоголова
Кратеро́па білоголова (Turdoides leucocephala) — вид горобцеподібних птахів родини Leiothrichidae. Мешкає в Східній Африці.

## Поширення і екологія
Білоголові кратеропи поширені на сході Еритреї, на північному заході Ефіопії та на південному сходу Судану. Вони живуть в сухих саванах, сухих і прибережних чагарникових заростях. Зустрічаються на висоті до 1475 м над рівнем моря.